# Blackall Tambo
Blackall Tambo är en region i Australien. Den ligger i delstaten Queensland, omkring 760 kilometer nordväst om delstatshuvudstaden Brisbane. Antalet invånare är 2 319.
Följande samhällen finns i Blackall Tambo:
- Blackall
- Tambo

Omgivningarna runt Blackall Tambo är i huvudsak ett öppet busklandskap. Trakten runt Blackall Tambo är nära nog obefolkad, med mindre än två invånare per kvadratkilometer. Genomsnittlig årsnederbörd är 657 millimeter. Den regnigaste månaden är februari, med i genomsnitt 150 mm nederbörd, och den torraste är april, med 10 mm nederbörd.